# Ótr
Ótr (Ott, Oter, Otr, Ottar, Ottarr o Otter) è un personaggio della mitologia norrena. Egli è un mutapelle e talvolta si dice appartenga ad una stirpe di nani. È il figlio di Hreiðmar e fratello di Fáfnir e Reginn. La sua storia è narrata nell'Edda poetica, nell'Edda in prosa e nella Saga dei Völsungar.
Ótr era solito trasformarsi in lontra ed andare a pescare al fiume, fornendo in questo modo il pesce che garantiva la sussistenza alla sua famiglia. Una volta che si trovava nei pressi di una cascata, e stava sulla riva con gli occhi semichiusi mangiando un salmone, fu colpito dal dio Loki, che stava cacciando e lo credeva una comune lontra, e morì.
Per la morte del figlio, Hreiðmar chiese agli Æsír un severo guidrigildo, cioè di riempire la pelle di Ótr di oro, e ricoprirla poi di oro rosso.
Loki fece quanto richiesto; tuttavia un ciuffo di pelo era rimasto scoperto, così il dio vi pose sopra l'anello Andvaranautr. Tale anello era stato rubato al nano Andvari, che lo aveva maledetto.
La cupidigia per l'ottenimento di questo anello maledetto alla fine provocò la morte di Hreiðmar e dei suoi due figli: Hreiðmar fu ucciso da Fafnir, il quale si trasformò in un drago; Sigurðr spinto da Reginn uccise Fáfnir e quindi lo stesso Reginn, che voleva sbarazzarsi di lui.